# Закария Мохи эд-Дин
Закария Абдул Маджид Мохи эд-Дин (араб.  زكريا عبد المجيد محيي الدين‎; 5 июля 1918, Кафр аш-Шукр, Мит-Гамр, Кальюбия, Британский протекторат Египет — 15 мая 2012, Каир, Арабская Республика Египет) — государственный и политический деятель Египта, вице-президент страны в 1961—1968 годах. Выходец из состоятельной деревенской семьи, он сделал карьеру штабного офицера и в 1952 году был привлечён в подпольную организацию Гамаля Абдель Насера. Став автором планов военных операций Июльской революции, он быстро занял важные позиции в новом руководстве Египта, руководил военной разведкой, возглавлял министерство внутренних дел и создал спецслужбу, получившую известность как «Мухабарат». Закария Мохи эд-Дин несколько лет отвечал за осуществление политики репрессий против левой и исламской оппозиции, но в 1962 году оставил пост министра внутренних дел. Став вице-президентом, а в 1965—1966 годах возглавляя правительство Египта, он поддерживал сторонников ориентации на страны Запада и отказа от социалистической ориентации. После поражения в Шестидневной войне подавший в отставку Гамаль Абдель Насер объявил Закарию Мохи эд-Дина своим преемником, однако ситуация в стране не позволила тому занять пост президента. Менее чем через год он был лишён всех государственных должностей и до конца жизни не возвращался к политической деятельности.

## Биография
Закария Абдул Маджид Мохи эд-Дин родился 5 июля 1918 года в деревне Кафр аш-Шукр, Мит-Гамр, провинция Кальюбия в состоятельной семье и был двоюродным братом другого известного египетского политика Халеда Мохи эд-Дина. Он получил первичное образование в деревенской школе, затем окончил начальную школу «Аббасия» и Колледж Фуада I. Выбрав для себя военную карьеру, 18-летний Закария Мохи эд-Дин 6 октября 1936 года поступил в Королевскую военную академию в Каире.

### Карьера военного. Между исламизмом и «Свободными офицерами»
В середине 1930-х годов в военную академию стали принимать выходцев из средних слоёв и уже через год в её стены пришли курсанты, которым предстояло сыграть ведущие роли в истории Египта. Одновременно с Закарией Мохи эд-Дином теперь учились Гамаль Абдель Насер, Анвар Садат, Абдель Хаким Амер, Камаль эд-Дин Хусейн и другие будущие лидеры движения «Свободные офицеры». Сам Закария в период обучения сочувствовал исламистским идеям ассоциации «Братья-мусульмане», которая после подписания англо-египетского договора 1936 проводила активную работу среди курсантов Военной академии и студентов университета «Аль-Азхар».
6 февраля 1938 года Мохи эд-Дин окончил академию, получил звание младшего лейтенанта и был направлен для прохождения службы в стрелковый батальон в Александрию. Он прервал контакты с «Братством» и в дальнейшем долгое время не примыкал ни к одной из политических партий. Но в 1939 году Мохи эд-Дина перевели на юг страны, в гарнизон Манкабада (близ Асьюта), где он близко познакомился с Гамалем Абдель Насером, учившимся в академии на курс младше него, и с офицером связи Анваром Садатом. Утверждают, что в Манкабаде на горе Джебель аль-Шериф они втроём поклялись отдать свои жизни в борьбе за освобождение Египта от британской оккупации, реорганизовать египетскую армию. В следующем году Мохи эд-Дина, как и Насера, перевели в Англо-Египетский Судан, где в круг его знакомых вошёл лейтенант Абдель Хаким Амер.
Через несколько месяцев быстро продвигавшийся по службе молодой штабной офицер был направлен в Каир на преподавательскую работу. В 1940—1943 годах капитан Закария Мохи эд-Дин преподавал тактику в Военной академии, а после окончания Второй мировой войны продолжил повышать квалификацию в Штабном колледже. Окончание его обучения в 1948 году совпало с началом Первой арабо-израильской войны и Мохи эд-Дин сразу же отправился на театр боевых действий в Палестину . На столичном вокзале он встретился с Насером и Амером и они вместе доехали до Аль-Ариша.
Командуя батальоном, а затем будучи начальником штаба 1-й бригады, Мохи эд-Дин участвовал в боях при Ашкелоне, Ирак-аль-Маншии, Сувейдане, Дейр-Синэйде и Бейт Гуврине. Вместе с Салахом Салемом он занимался поставками продовольствия и медикаментов для осаждённой четырёхтысячной египетской группировки в Аль-Фалудже. После провала попытки переправить грузы с помощью авиации, Мохи эд-Дин связался с добровольцами из числа «Братьев-мусульман», и тем удалось на грузовиках прорваться к блокированным частям. Совместно они провели в Аль-Фалуджу три конвоя с грузами. За храбрость и отличие подполковник Закария Мохи эд-Дин был награждён «Звездой Фуада» и золотой медалью Мехмета Али.
После заключения перемирия он вернулся в Каир, где с 1950 года продолжил преподавать тактику в Военном училище, а в 1951 году получил должность профессора Военной академии (Штабного колледжа). Там его коллегами стали майоры Гамаль Абдель Насер, его старый знакомый, и Камаль эд-Дин Хусейн, артиллерист, тесно связанный с «Братьями-мусульманами». Закария Мохи эд-Дин по прежнему сторонился политики, но с Насером и Хусейном его объединяло то, что все трое поддерживали хорошие отношения с Абдель Монеймом Абдель Рауфом, подполковником ВВС, руководителем военной организации шейха Хасана аль-Банны, занимавшимся вербовкой офицеров в «Братство». Но когда в 1949 году его двоюродный брат Халед Мохи эд-Дин, подполковник Абдель Рауф и коллеги по академии Насер и Хусейн вошли в состав Учредительного комитета организации «Свободных офицеров» сам Закария так и не примкнул к этому движению.

### Автор военного плана Июльской революции
На политическую арену подполковника Закарию Мохи эд-Дина вывели выборы в правление Офицерского клуба 3 января 1952 года, состоявшиеся вопреки воле и интересам короля Фарука. Преподаватель Военной академии был поддержан «Свободными офицерами» и вошёл в состав Административного совета клуба вместе с Хасаном Ибрагимом, Ибрагимом Атефом и Рашадом Механной. Эти выборы стали началом теперь уже плохо скрываемого конфликта между королём, желавшим видеть во главе клуба бригадного генерала Хуссейна Сирри Амера, и офицерским корпусом, добившимся избрания на этот пост генерала Мухаммеда Нагиба. В апреле того же года Мохи эд-Дин был открыто привлечён в организацию Насера и почти сразу же вошёл в состав Каирского комитета «Свободных офицеров». В состав Руководящего комитета движения его пока не включили. Но после того как король 17 июля распустил Административный совет Офицерского клуба и 19 июля офицерами было принято решение о выступлении, именно опытному штабисту подполковнику Мохи эд-Дину Насер поручил разработать план военной операции в Каире. Этот план был готов уже к утру 21 июля и 22 июля на квартире своего двоюродного брата Халеда Закария Мохи эд-Дин зачитал его руководителя движения.
Доверие заговорщиков к своему новому товарищу было достаточно высоким, и ночью на 23 июля он был направлен в бронетанковые части кавалерийского управления, где служил Халед Мохи эд-Дин. Закария прибыл туда перед началом выступления и его поначалу даже не пустили в расположение части. Только конспиративный пароль «Победа» (Наср) открыл перед ним двери. Здесь задачей подполковника стало отправление нескольких броневиков для поднятия духа в 13-й пехотный батальон полковника Ахмеда Шауки  и на этом его непосредственное участие в военных действиях в Каире закончилось.
Но уже ночью на 24 июля собравшийся в здании Генерального штаба в Кубри аль-Куббе Совет революционного командования принял решение о низложении короля, и Закарии Мохи эд-Дину было поручено разработать план военной операции теперь уже в Александрии. Этот второй план был разработан также быстро и утром 25 июля его автор на самолёте вместе с генералом Нагибом, Юсефом Седдыком, Анваром Садатом, Гамалем Салемом и Хусейном аш-Шафии прибыл в летнюю столицу Египта. Там по его предложению операция была отложена на сутки, так как верные СРК войска должны были привести себя в порядок после перехода от Каира. Подполковник принял на себя командование этими частями, однако осуществлять весь план установления военного контроля над городом не понадобилось: сопротивление верных королю частей прекратилось после короткой перестрелки. Мохи эд-Дин был одним из трёх находившихся в Александрии членов Совета (вместе с Гамалем Салемом и Абдель Монеймом Амином) выступившим за суд над королём и за его казнь, однако эта позиция не нашла поддержки других членов руководства движением.

### Во главе спецслужб
15 августа 1952 года подполковник Закария Мохи эд-Дин в числе 5 офицеров, внёсших самый значительный вклад в успех выступления, был введён в состав Совета революционного командования. Таким образом, этот, до последнего момента отказывавшийся примыкать к организации преподаватель военной тактики сразу оказался в первом эшелоне руководителей движения «Свободных офицеров». Но на него, специалиста в военном планировании и управлении войсками, возложили ответственность не за военные вопросы, за вопросы безопасности. Как член СРК он курировал МВД, разведывательное управление армии и контрразведку, а также отвечал за продолжение партизанской войны в зоне Суэцкого канала. Эта зона теперь была разделена Мохи эд-Дином на оперативные сектора, за каждый из которых отвечали назначенные им египетские офицеры. Одновременно он контролировал управление конфискованным имуществом королевской династии.
В июне 1953 года Закария Мохи эд-Дин возражал против назначения своего давнего знакомого майора Абдель Хакима Амера главнокомандующим египетской армией. Насер не прислушался к Мохи эд-Дину, но и тот своего мнения не изменил и позднее говорил Ахмеду Хамрушу, что с этим назначением роль членов СРК упала. Этот конфликт снижал возможность альянса между армией и спецслужбами, и вскоре Насер решил доверить Мохи эд-Дину пост министра внутренних дел, который он занимал лично. В отсутствие президента Нагиба 5 октября 1953 года Совет революционного командования принял соответствующее решение. Тогда же новый министр возглавил обвинение в только что созданном Революционном трибунале.

### Репрессии против вчерашних союзников
Закария Мохи эд-Дин продолжил начатые Насером репрессии против коммунистов, деятелей свергнутого режима и активистов распущенных политических партий. В начале марта 1954 года по приказу министра отправился за решётку его давний друг генерал-майор Абдель Монейм Абдель Рауф и другие офицеры, связанные с «Братством». За ними последовали полковник Ахмед Шауки, с которым он взаимодействовал ночью 23 июля, и группа египетских журналистов. 31 мая были арестованы 202 коммуниста, а летом 1954 года военная полиция раскрыла заговор унтер-офицеров кавалерии, через которых вышла на тайный аппарат «Братьев мусульман» .
В 1954 году Закария Мохи эд-Дин по поручению Насера основал и возглавил Службу общей разведки Египта (Мухабарат), которая должна была отвечать за вопросы внутренней и внешней безопасности страны. Вскоре после этого, 26 октября 1954 года на площади Эль-Маншие в Александрии на Насера, уже занимавшего пост премьер-министра страны, было совершено покушение. Силы безопасности арестовали члена «Братства» Махмуда Абд аль-Латифа, которого и обвинили в том, что он стрелял в главу правительства. Теперь основной задачей Закарии Мохи эд-Дина стала борьба с «Братьями-мусульманами», давними своими единомышленниками и недавними союзниками «Свободных офицеров». Ассоциация обвиняла его и правительственные спецслужбы в заведомой провокации, приводя ряд нестыковок и нелепостей в официальной картине покушения, но Мохи эд-Дин уже начал с ней войну на уничтожение. Члены организации на долгие годы отправлялись в тюрьму, выпускаемая ассоциацией литература подлежала конфискации и сжигалась, членам «Братства» и их родственникам до третьего колена было запрещено занимать посты в армии, полиции и государственном аппарате, а также получать соответствующее образование. Позднее были опубликованы документы, в которых министр предлагал Насеру применить для борьбы с «Братством» меры на уровне общей государственной политики. Мохи эд-Дин рекомендовал жёстче контролировать прессу, не допуская лишних комплиментарных высказываний в адрес религии, изменить содержание школьных программ, сделав упор на пропаганду арабского социализма и т. п..

### От министра внутренних дел до вице-президента
После разгрома исламистской оппозиции Закария Мохи эд-Дин надолго укрепился на политическом Олимпе как человек, курирующий все вопросы, касающиеся безопасности. Его позиции укрепили события весны 1956 года, когда он совместно с Камалем Рифаатом и Ахмедом Лютфи Вакедом тайно организовал торжественную встречу Насера, возвращавшегося с Бандунгской конференции, против чего решительно возражал исполняющий обязанности президента Гамаль Салем. После этого Салем стал часто болеть и вскоре сошёл с политической арены, карьера марксиста Вакеда пошла вниз, Рифаат остался на вторых ролях, и Мохи эд-Дин оказался единственным, кто выиграл от этого инцидента. Ещё больше приближенный к Насеру, 24 июля 1956 года он стал участником узкого совещания четырёх бывших членов СРК, обсуждавших решение о национализации Суэцкого канала. Он и другие лидеры «Свободных офицеров» пришли к выводу, что основной реакцией на этот шаг вероятнее всего станет не англо-французское вторжение, а нападение Израиля, и одобрили инициативу президента.
Расчёт оказался ошибочным — осенью военную силу к Египту применили все три государства. Развернувшийся Суэцкий кризис вызвал шок в руководстве страны и Закария Мохи эд-Дин, как утверждают, был одним из немногих членов бывшего СРК, проявившим большую активность: он отвечал за порядок внутри страны и организацию тайного сопротивления вторжению . С началом высадки англо-французских сил министр внутренних дел, нарушая подчинённость, направил в воинские части директиву «держаться до конца», но этот приказ на деле не выполнялся. Он также заявил, что в сопротивлении могут принять участие все политические силы, кроме некоторых бывших политиков вроде генерала Нагиба, который был переведён под домашний арест на юг страны, подальше от центра событий. После прекращения военной операции и разрешения кризиса египетские силы безопасности начали преследование участвовавших в сопротивлении египетских коммунистов, однако сам Мохи эд-Дин позднее утверждал, что никакого конфликта с коммунистами в тот период не было. На деле же внутренняя политика египетского правительства не изменилась, и преследования оппозиции продолжались весь период, пока Мохи эд-Дин возглавлял министерство внутренних дел. В 1959 году в тюрьмы была отправлена очередная группа коммунистов, в 1961 году спецслужбы ликвидировали панарабистское движение «Новые свободные офицеры» Дауда Эвейсса, осенью 1965 года вновь пришла очередь «Братьев-мусульман».

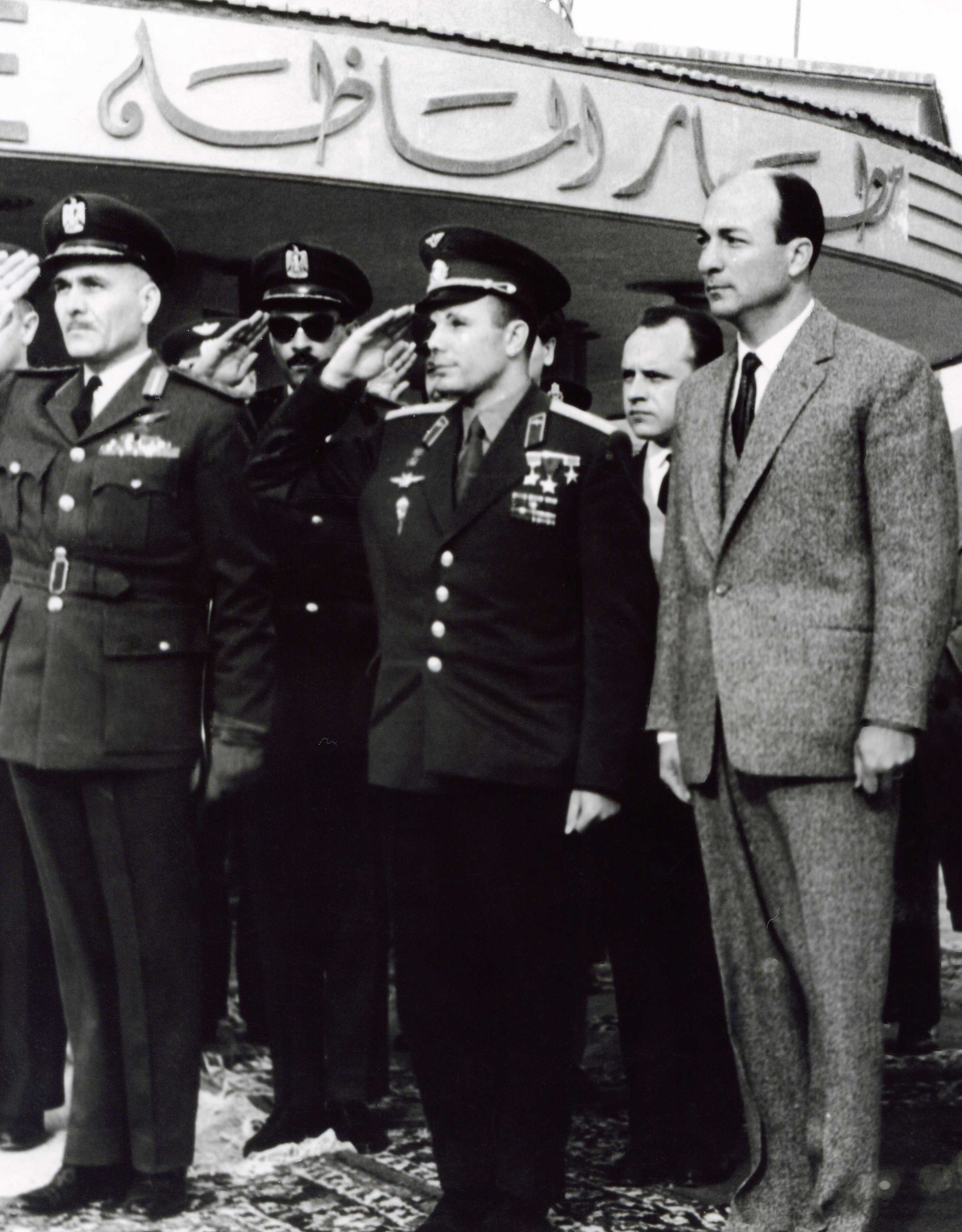
Закария Мохи эд-Дин и Юрий Алексеевич Гагарин на военной авиабазе «Аль-Маса» в Каире 5 февраля 1962 года.

Закария Мохи эд-Дин занимал пост министра внутренних дел в пяти сменявших друг друга правительствах Насера, пока 16 августа 1961 года не был назначен вице-президентом по вопросам государственных учреждений. Одновременно он с 26 марта 1960 года возглавлял Верховный комитет Высотной плотины, с 1962 года был членом Высшего исполнительного комитета Арабского социалистического союза и сыграл ведущую роль в создании его молодёжной организации. Закария Мохи эд-Дин так же был президентом Общества египетско-греческой дружбы, участником всех общеарабских и африканских конференций, а также конференций неприсоединившихся стран. 24 марта 1964 года, после принятия новой временной конституции, Закария Мохи эд-Дин вновь был назначен Насером на пост вице-президента. Пик его внешнеполитической активности пришёлся на 1965 год: в апреле он возглавлял делегацию Объединенной Арабской Республики на праздновании десятой годовщины первой Конференции стран Азии и Африки, в январе и мае — на Конференции глав государств и правительств арабских стран.

### Премьер-министр
После того, как 29 сентября 1965 года было объявлено об отставке правительства Али Сабри, стало известно, что вице-президент Закария Мохи эд-Дин, с 1961 года не входивший в состав правительств, возглавит новый кабинет. Пресса писала, что со сменой кабинета страна вступает в «новый этап революционного подъёма» и что теперь будут проведены «широкие политические изменения». Таким образом, Мохи эд-Дин был поставлен на один уровень со своим бывшим преемником на посту руководителя разведки Али Сабри, сумевшим стать вторым после Насера человеком в Египте.
В задачи кабинета Закарии Мохи эд-Дина входили выполнение начавшегося летом 2-го пятилетнего периода Десятилетней программы экономического и социального развития страны, реорганизация и чистка государственного аппарата на фоне усиления роли АСС, который превращается в авангардную правящую организацию, а также ликвидация последствий раскрытого в сентябре исламистского заговора. Как глава правительства и министр внутренних дел Мохи эд-Дин, совместно с военной разведкой, возглавляемой Шамсом Бадраном, дал толчок новой волне репрессий против «Братьев-мусульман».
Поскольку политику Египта определял, прежде всего, президент Насер, Закария Мохи эд-Дин как глава правительства отвечал за реализацию его курса. По-прежнему продолжалось всестороннее сотрудничество с СССР и индустриализация страны, не претерпела изменений внешняя политика, основанная на неприсоединении, идеях арабского единства и ориентации на социалистические страны. Премьер-министр принял участие в формировании структур Арабского социалистического союза, органы которого начали подменять государственный аппарат, и сыграл ведущую роль в создании его молодёжной организации.
Но одновременно Закария Мохи эд-Дин выступил против вмешательства АСС в вопросы экономики, за «отделение экономики от политики», что стало началом ожесточённо полемики с группой Али Сабри. 10 сентября 1966 года его правительство ушло в отставку в связи с завершением первого семилетнего плана.

### Несостоявшийся президент
Первое время после отставки с поста премьер-министра Закария Мохи эд-Дин, сохранивший пост вице-президента, не часто появлялся на политической арене. В ноябре 1966 года он был представителем ОАР на сессии Объединённого политического руководства Ирака и ОАР в Багдаде и после этого оставался в тени. Однако Шестидневная война 1967 года неожиданно открыла перед Мохи эд-Дином новые политические возможности.
Сокрушительный разгром египетской армии вызвал глубокий кризис в руководстве Египта. На совещании 9 июня 1967 года Закария Мохи эд-Дин выступал за то, чтобы нести общую ответственность за поражение, но не был поддержан генералитетом, возлагавшим почти всю вину на Насера. Когда президент согласился взять всю вину на себя и уйти в отставку, то неожиданно назвал своим преемником не Амера, а Мохи эд-Дина: «Пусть Закария будет вашим президентом». Тот не стал возражать и был готов принять дела у Насера. С подготовленной речью Закария Мохи эд-Дин направился в здание радио и телевидения, чтобы обратиться к стране, но охрана не пустила его. Поняв, что ситуация меняется, вице-президент сел в машину и отправился в Маншият аль-Бакри к Насеру. Как рассказывали позднее, он положил перед Насером пистолет и заявил: «Гамаль, если ты сейчас же не возьмёшь своё требование об отставке обратно, я застрелюсь». Насер с улыбкой взял оружие.
Такой оборот событий означал закат политической карьеры Мохи эд-Дина. Он сохранил определённое доверие Насера, однако предлагаемая им политическая альтернатива была отвергнута обществом, выразившим доверие прежнему левому курсу. Но вице-президент видел в этой «социалистической тенденции» главную причину поражения в войне. Мохи эд-Дин считал разумным перейти от социалистических лозунгов к националистическим, ориентироваться на Запад, поддерживать частный сектор в экономике и сокращать дефицит бюджета увеличением налогов для всех слоёв общества. Он фактически возглавил многочисленную правую оппозицию в государственном аппарате ОАР, которую левые назвали «неокапиталистами».
В конце 1967 года вице-президент Закария Мохи эд-Дин, его союзник министр планирования Абдель Монейм Кайсуни, много лет отвечавший в правительстве за экономику и финансы, и другие противники социализма намеревались во время обсуждения экономической политики заставить Насера изменить курс. Однако президент не собирался отказываться от советской помощи и перенес обсуждение вопросов экономики в Высший исполнительный комитет Арабского социалистического союза, где его поддерживал Сабри. Во время этого закрытого обсуждения Закария Мохи эд-Дин в своем докладе от имени группы министров предложил экономические мероприятия, которые должны были привести к полному отказу от социалистической ориентации. Они предусматривали прекращение строительства новых государственных предприятий, приватизацию всех нерентабельных национализированных и вновь построенных государством предприятий вне зависимости от их размера и значения, снятие всех ограничений с развития частного сектора. Мохи эд-Дин предложил также освободить или поднять цены на товары широкого потребления. 27 января 1968 года его активно подержал экономический еженедельник агентства МЭН, утверждавший, что эти меры позволят увеличить экспорт частного сектора в течение года сразу в 9 раз.
Однако Насер выступил против доклада Мохи эд-Дина и заявил, что может принять рекомендации лишь с согласия народа. И вице-президент, осознавая возможные последствия, отказался от предложения Насера вынести свои планы на всенародное обсуждение. В феврале 1968 года в стране начались рабочие и студенческие демонстрации в поддержку социализма, а 3 марта на рабочем митинге в Хелуане в присутствии Насера глава Египетской федерации профсоюзов потребовал ограничить влияние группы «нереволюционных администраторов».
Теперь политическое поражение несостоявшегося президента было полным. 20 марта 1968 года прежний состав правительства был отправлен в отставку, . На состоявшейся вскоре пресс-конференции руководитель государственной службы информации ОАР Мухаммед Хасан аз-Зайят заявил, что вице-президент Закария Мохи эд-Дин подал в отставку со всех постов и что отставка была принята президентом.

### Годы вне политики
С декабря 1968 года Закария Мохи эд-Дин жил частной жизнью и был вне политики. Только смерть Насера в 1970 году ненадолго вернула его в центр политических событий. Мохи эд-Дин опубликовал в газете «Аль-Ахрам» статью о своём бывшем соратнике, и появился на телеэкранах во время трансляции похорон. Это вызвало слухи и предположения, что бывший вице-президент, как сильный политик, в перспективе может возглавить страну, сменив Анвара Садата, политический вес которого оценивали невысоко. В руководстве Египта началась едва ли не паника. Державшая в своих руках рычаги управления группа Али Сабри вызвала в Высший исполнительный комитет АСС для объяснений министра информации Мохаммеда Хасанейна Хейкала, который вынужден был оправдываться. Тот заявил, что ничего подобного в виду не имелось, и полностью поддержал кандидатуру Садата в президенты Египта.
После этого инцидента египетские средства массовой информации избегали упоминаний о некогда влиятельном политике. И после смены политического курса, когда Садат разрешил деятельность групп различной политической направленности, Закария Мохи эд-Дин отказывался вернуться в политику или высказывать своё мнение о ситуации в стране. Только в 1979 году он вместе Абдель Латифом аль-Богдади и Камаль эд-Дином Хусейном подписал открытое письмо Садату с осуждением Кэмп-Дэвидских оглашений, обвинив его в предательстве интересов Египта и всех арабских стран.
Закария Мохи эд-Дин жил затворником, отказывался общаться с журналистами и писать мемуары. После смерти в 2005 году Хусейна аль-Шафеи, он и его двоюродный брат Халед Мохи эд-Дин оставались последними здравствующими членами Совета Революционного командования Египта.
Закария Абдул Маджид Мохи эд-Дин скончался 15 мая 2012 года в Каире после долгой болезни. На церемонии прощания в мечети аль-Рашдан в каирском районе Наср-Сити присутствовали председатель правящего Высшего совета Вооружённых сил фельдмаршал Мохамед Хусейн Тантауи, глава временного правительства Камаль аль-Ганзури и другие руководители Египта. Мохи эд-Дин был похоронен с высшими государственными и воинскими почестями в родном Мит-Гамре.